# Шорт-трек на зимових Олімпійських іграх 2002
Змагання із шорт-треку на зимових Олімпійських іграх 2002 в Солт-Лейк-Сіті проходили з 13 по 23 лютого в Льодовому центрі Солоного озера.
У рамках змагань було розіграно 8 комплектів нагород (4 серед чоловіків, 4 серед жінок). Уперше до програми увійшли змагання на дистанції 1500 метрів.

## Результати

### Таблиця медалей
| Місце | Країна         | Золото | Срібло | Бронза | Загалом |
| ----- | -------------- | ------ | ------ | ------ | ------- |
| 1     | Китай          | 2      | 2      | 3      | 7       |
| 2     | Південна Корея | 2      | 2      | 0      | 4       |
| 3     | Канада         | 2      | 1      | 3      | 6       |
| 4     | США            | 1      | 1      | 1      | 3       |
| 5     | Австралія      | 1      | 0      | 0      | 1       |
| 6     | Болгарія       | 0      | 1      | 1      | 2       |
| 7     | Італія         | 0      | 1      | 0      | 1       |
|       | Усього         | 8      | 8      | 8      | 24      |

### Чемпіони та медалісти
| Дисципліна                     | Золото                                                                                     | Срібло                                                                                             | Бронза                                                                                |
| Чоловіки: 500 метрів           | Марк Ганьон · Канада                                                                       | Жонатан Гійметт · Канада                                                                           | Расті Сміт · США                                                                      |
| Чоловіки: 1000 м               | Стівен Бредбері · Австралія                                                                | Аполо Антон Оно · США                                                                              | Матьє Тюркотт · Канада                                                                |
| Чоловіки: 1500 метрів          | Аполо Антон Оно · США                                                                      | Лі Цзяцзюнь · Китай                                                                                | Марк Ганьон · Канада                                                                  |
| Чоловіки: естафета 5000 метрів | Канада: - Жонатан Гійметт - Марк Ганьон - Франсуа-Луї Трамбле - Матьє Тюркотт - Ерік Бедар | Італія: - Нікола Франческіна - Нікола Родігарі - Фабіо Карта - Мауріціо Карніно - Мікеле Антоньолі | Китай: - Лі Цзяцзюнь - Фен Кай - Го Вей - Лі Е - Ань Юйлун                            |
| Жінки: 500 метрів              | Ян Ян (A) · Китай                                                                          | Євгенія Раданова · Болгарія                                                                        | Ван Чуньлу · Китай                                                                    |
| Жінки 1000 метрів              | Ян Ян (A) · Китай                                                                          | Ко Гі Хьон · Південна Корея                                                                        | Ян Ян (S) · Китай                                                                     |
| Жінки: 1500 метрів             | Ко Гі Хьон · Південна Корея                                                                | Чхве Ин Гьон · Південна Корея                                                                      | Євгенія Раданова · Болгарія                                                           |
| Жінки: естафета 3000 метрів    | Південна Корея: - Чхве Ин Гьон - Чхве Мін Гьон - Пак Х'є Вон - Чу Мін Джин                 | Китай: - Ян Ян (A) - Ян Ян (S) - Сунь Даньдань - Ван Чуньлу                                        | Канада: - Ізабель Шаре - Аланна Краус - Амелі Гуле-Надон - Марі-Ев Дроле - Таня Вісан |